# バナナキュー
バナナキュー（タガログ語: Banana kyu）は、フィリピンで食されるスナック菓子。

## 概要
黒砂糖を纏わせたバナナ（プランテンを含む）を二度揚げした料理である。バナナは、バナナ料理に広く用いられる「サババナナ」が使われることが多い。通常、竹串で串焼きにされており、金串が使われることはない。露店で売られているスイーツの代表格である。

## 語源
「バナナキュー」は、「バナナ」と「バーベキュー」を捩ったかばん語である。フィリピン英語において「バーベキュー」は、ケバブのような肉の調理法を指す。